# 中國中央電視台奧林匹克頻道
中國中央電視台奧林匹克頻道（頻道呼號：CCTV-16 奧林匹克）是中国中央电视台的一個體育頻道，由中國中央廣播電視總台与国际奥委会合作开办，為中国大陆地區唯一得到国际奥委会授权使用奥林匹克名称和五环标识的传播平台。

## 進展
2019年1月30日，中國中央廣播電視總台台長慎海雄於北京會見國際奧委會主席巴赫，雙方就中央廣播電視總台奧林匹克頻道的開播達成一致。
2021年9月9日，中國中央廣播電視總台與國際奧委會達成2026年至2032年奧運版權合作，同時宣佈「全球首個『4K+高清同播』的24小時開路上星電視頻道」中國中央廣播電視總台央視奧林匹克頻道計劃在2021年年內開播，其數字平台亦將同步上線。
2021年10月11日，該頻道的開播上線專家座談會在北京舉行。會後新聞稿指出，央視奧林匹克頻道包括電視頻道和數字平台。其中電視頻道將以CCTV-16為呼號，以高清及4K同步播出模式24小時上星開路播出；數字平台覆蓋PC端、APP端、H5以及微信、微博新媒體平台。频道试播信号于10月19日上线。
2021年10月25日16:00，频道正式开播，使用中央广播电视总台光华路办公区E15演播室作为主演播室；該頻道及其數字平台開播上線儀式也于同日在北京舉行，儀式上宣讀了中共中央总书记习近平的賀信，播放了国际奥委会主席托马斯·巴赫的視頻賀詞，並由中共中央宣传部部长黃坤明宣佈開播上線。
2021年11月24日，中國中央廣播電視總台與澳廣視在广州市簽約，授權其於北京冬奧會期間轉播奧林匹克頻道訊號。

## 頻道標識
其台標使用了與央視其他頻道相同的雙線「CCTV」+勺型標標誌，勺型標內為「16」字樣，標誌下方加掛綜藝體「奧林匹克」字樣以及奧林匹克五環。惟勺型標內的「16」字樣不同以往皆使用Futura字體，而以Futura字體的「1」與黑體的「6」混用；電視頻道整半點報時器與CCTV-4K等頻道樣式一致，高清版在屏幕右上角标注“高清”字样（后于2023年1月1日零时整撤下），4K版标注“4K”字样。在北京冬奥会与北京冬残奥会举行期间，该频道的“高清”与“4K”标识曾一度悬挂在屏幕左上角。在內部試驗播出期間，其曾於右上角加掛白色黑體「測試」字樣。

## 播出內容
央視奧林匹克頻道內容除首週播出的開播及北京冬奧會倒計時100天慶祝活動的特別節目外，尚策劃有《逐冰追雪》、《奧林匹克新鮮說》、《五環紀事》、《北京2022》、《奧秘無窮》等節目，另供有各類賽事直播及录播（包括非奥运会赛事，如中国男子篮球职业联赛、中超、德甲、德国杯、中国网球巡回赛、世界杯、女足世界杯、欧洲国家杯、男篮世界杯等，日常赛事直播内容以本土举办的国际单项赛事和国内单项赛事、国内联赛为主），在奥运会、亚运会等大型综合性运动会期间作为赛事转播主频道全天候承担赛事转播工作，在2022年也参与了总台春节联欢晚会的转播。该频道如同央视大多数免费频道一样，每天5:55左右会播放国歌。
另外，因为按照奥林匹克宪章规定，该频道台标所使用的奥运五环标志不得用于商业用途，所以，该频道甚少播出商业广告。但是，在大型综合性体育赛事（如杭州第19届亚运会、2024巴黎奥运会、哈尔滨第9届亚冬会等）期间，该频道直接与CCTV-4K并机播出商业广告，且播出广告期间台标没有撤下。

## 版权保护
央视奥林匹克频道的授权模式与央视综艺、体育、电影、电视剧及体育赛事频道一致，由中广影视卫星有限责任公司全权代理，暂时仅对有线电视用户开放授权。该频道在2022年北京冬奥会期间曾为免费收视频道，后改为需单独向卫传公司支付转播费用，2023年起改为与其他五条频道捆绑销售。

## 其它
为纪念央视奥林匹克频道开播，中国邮政于2021年10月27日发行《中央电视台奥林匹克频道开播》纪念邮资明信片1套1枚，编号JP264，面值80分（人民币，下同），官方售价每张1.2元。

## 備註
1. ↑  其似於各處分別使用不同公司出品的綜藝體
2. ↑  仅在开播初期播映两期后停播。
3. ↑  与CCTV-4K同步广播，而高关注度重点场次仍旧安排在CCTV-5转播。自杭州第19届亚运会起，赛事转播启用CCTV-5和CCTV-16双主频道机制。
4. ↑  在所有参与中央广播电视总台杭州第19届亚运会赛事转播报道的频道中，央视体育频道、体育赛事频道的广告由中视智扬负责招商，其他参与转播报道的频道由中央广播电视总台总经理室直接负责招商。